# واسب-15b
واسب-15b (بالإنجليزية: WASP-15b)‏ هو كوكب خارج المجموعة الشمسية اكتُشف سنة 2008 بواسطة برنامج البحث عن الكواكب واسع الزاوية، والذي يقوم باكتشاف الكواكب بطريقة العبور. يدور الكوكب حول نجمه المضيف واسب-15 على مسافة 0.05 وحدة فلكية كل 4 أيام. تبلغ كتلة هذا الكوكب نصف كتلة المشتري تقريبًا، ولكن نصف قُطره أكبر من المشتري بحوالي 50%؛ مما يجعل كثافة هذا الكوكب فقط ربع كثافة الماء؛ ويُعتقَد أن بعض أشكال التسخين الأخرى يجب أن تُفسِّر كثافته شديدة الانخفاض. نُشِر اكتشاف WASP-15b في 29 أبريل 2009.